# Cameron Dicker
Cameron Dicker (Hong Kong, 6 maggio 2000) è un giocatore di football americano statunitense che milita nel ruolo di kicker per i Los Angeles Chargers della National Football League.

## Carriera

### Los Angeles Rams
Dopo non essere stato scelto nel Draft NFL 2022, Dicker firmò con i Los Angeles Rams. Fu svincolato il 16 agosto 2022.

### Baltimore Ravens
Il 26 agosto 2022 Dicker firmò con i Baltimore Ravens ma fu svincolato due giorni dopo.

### Philadelphia Eagles
Il 4 ottobre 2022 Dicker firmò con la squadra di allenamento dei Philadelphia Eagles. Debuttò nella gara della settimana 5 contro gli Arizona Cardinals al posto dell'infortunato Jake Elliott segnando due field goal su altrettanti tentativi, incluso quello della vittoria da 23 yard a due minuti dal termine. Per la sua prestazione fu premiato come giocatore degli special team della NFC della settimana. Fu svincolato il 29 ottobre 2022.

### Los Angeles Chargers
Il 3 novembre 2022, Dicker firmò con la squadra di allenamento dei Los Angeles Chargers. Il 6 novembre segnò due field goal, incluso quello della vittoria mentre il tempo andava esaurendosi contro gli Atlanta Falcons. Per questa prestazione fu premiato per la seconda volta come giocatore degli special team della settimana. Fu il primo kicker rookie a vincere tale riconoscimento con due squadre diverse, oltre che in due conference differenti.  Il 22 novembre 2022 Dicker firmò con il roster attivo dei Chargers per sostituire l'infortunato Dustin Hopkins. Il 18 dicembre segnò il field goal della vittoria contro i Tennessee Titans portando i Chargers in posizione utile per qualificarsi per i playoff. Chiuse la sua prima stagione guidando la NFL con un 95% di realizzazione dei field goal, venendo inserito nella formazione ideale dei rookie dalla Pro Football Writers of America.

## Palmarès
- Giocatore degli special team della NFC della settimana: 1

5ª del 2022
- Giocatore degli special team della AFC della settimana: 1

9ª del 2022
- Giocatore degli special team della AFC del mese: 1

dicembre 2022/gennaio 2023
- PFWA All-Rookie Team - 2022